# 上卡拉昌农村居民点
上卡拉昌农村居民点（俄语：Верхнекарачанское сельское поселение）是俄罗斯联邦沃罗涅日州格里巴诺夫斯基区所属的一个农村居民点。其下辖有3个居民点，行政中心为上卡拉昌。据2016年统计，该农村居民点的人口为2888人。